# José Antonio Nebra Mezquita
José Antonio (de) Nebra Mezquita (La Hoz de la Vieja, Teruel, 23 de noviembre de 1672 - Cuenca, 4 de diciembre de 1748) fue un organista y arpista español. Padre de los también músicos José Melchor de Nebra, Francisco Javier de Nebra y Joaquín Ignacio de Nebra.

## Biografía
Formado en el órgano y el arpa, se desconoce dónde estudió, aunque Muneta especula que aprendió como infante del coro del Pilar.
Las primeras noticias que se tienen son de su trabajo como organista en alguna iglesia de Calatayud, posiblemente en la colegiata de Santa María. Allí, en Calatayud, se casó con Rosa Blasco el 29 de julio de 1697, con la que tendría 6 hijos. También en la ciudad nacen sus hijos más famosos: el 6 de enero de 1702 nace su primer hijo, José Melchor Baltasar Gaspar, el 16 de abril de 1705, Francisco Javier, y el 21 de mayo de 1709, Joaquín Ignacio.
El cabildo catedralicio de Cuenca llamó a Nebra en 1711 para la posición de primer organista: «con noticia de que en Calatayud había un Organista de gran capacidad como también de tañer el Arpa, le habían escrito, el cual llegó ayer y viene a examinarse». Se trasladó a vivir a Cuenca con su familia, cuando, el 8 de diciembre de 1711 fue elegido organista de la catedral para suceder a fray Martín García de Olagüe:

[...] a la habilidad de José Nebra de tañer órgano y Arpa y que había ejecutado y referido lo que habían acordado en el examen sobre ambas habilidades, y además había compuesto un quatro [...] El  cabildo, por mayor parte de votos acordó quedar admitido el dicho Joseph Nebra para el oficio de  Primer Organista
8 de agosto de 1711

En Cuenca también trabajó como maestro de órgano en el Colegio de San José y en la preparación de los infantes del coro. En el colegio formó a sus hijos José, Javier y Joaquín Ignacio, que además formaron parte de la capilla del maestro Julián Martínez Díaz.
Dieciocho años más tarde, tras la muerte de Martínez Díaz, el 8 de octubre de 1729 Nebra fue nombrado maestro de capilla de la catedral. En consecuencia llamó a su hijo Francisco Javier, en ese momento organista de la Seo, para ocupar el puesto de primer organista vacante:

Memorial de D. José Nebra aceptando el nombramiento de maestro de capilla con el salario de 3.000 reales y 30 fanegas y 30 duc. del Colegio, y su hijo D. Francisco Javier Nebra el de Organista Mayor con 3.300 reales y 50 fan. de trigo, resignándose en todo a servir al cabildo.
15 de octubre de 1729

El hecho que Nebra no fuese clérigo resulta singular, ya que los maestros de capilla debían serlo.
Murió el 4 de diciembre de 1748, como maestro de la catedral de Cuenca.

## Obra
En la Catedral de Cuenca se conservan 8 misas y 8 voces con orquesta, 5 salves, 2 gozos a la Santísima Virgen, un villancico de Calenda de Navidad, 6 responsorios de Navidad, 6 responsorios de Reyes, 8 salmos, un miserere y varios villancicos.